# 1984 en musique classique
| \| • Retour à la chronologie générale de la musique classique • \| |
| Grèce • Rome • Haut Moyen Âge • VIIIe siècle • IXe siècle • Xe siècle • XIe siècle XIIe siècle • XIIIe siècle • XIVe siècle • XVe siècle • XVIe siècle • XVIIe siècle XVIIIe siècle • XIXe siècle • XXe siècle • XXIe siècle |
| • Retour à la chronologie générale de la musique classique • |

| Années en musique classique : 1981 - 1982 - 1983 - 1984 - 1985 - 1986 - 1987    |
| Décennies en musique classique : 1950 - 1960 - 1970 - 1980 - 1990 - 2000 - 2010 |

## Événements

### Créations
- 4 janvier : Première audition des Deux pièces pour clavecin de Maurice Ohana par Élisabeth Chojnacka au studio 105 de Radio France à Paris.
- 17 mars : Première mondiale de The Desert Music de Steve Reich donnée à Cologne.
- 24 mars : 
  - Première mondiale de l'opéra Akhnaten de Philip Glass à Amsterdam.
  - Première mondiale de l'opéra The Civil Wars de Philip Glass et Bob Wilson donné à Rome.
- 12 avril : Première mondiale de la Symphonie no 4 d'Alfred Schnittke donnée à Moscou.
- 7 août : Première mondiale de l'opéra Un re in ascolto de Luciano Berio au festival de Salzbourg, sous la baguette de Lorin Maazel dirigeant le Wiener Philharmoniker.
- Décembre : Première mondiale de Sextet de Steve Reich donnée à Paris.

### Autres
- 1er janvier : concert du nouvel an de l'orchestre philharmonique de Vienne au Musikverein, dirigé par Lorin Maazel.

#### Date indéterminée
- Création de l'Orchestre des Pays de Savoie.
- Fondation de l'Ensemble vocal Intermezzo par Claire Marchand.
- Fondation du Quatuor Ysaÿe.
- Fondation du Quatuor Brindisi.
- Publication chez G. Henle Verlag du catalogue thématique des œuvres de Johannes Brahms, établi par Donald M. McCorkle † et Margit L. McCorkle.

## Prix
- Grzegorz Nowak (Pologne) remporte le 1er prix de direction d'orchestre du Concours international d'exécution musicale de Genève.
- Louis Lortie (Québec) remporte le 1er prix de piano du Concours international de piano Ferruccio Busoni.
- Yehudi Menuhin reçoit le Prix Ernst von Siemens.
- Miles Davis reçoit le Léonie Sonning Music Award.

## Naissances

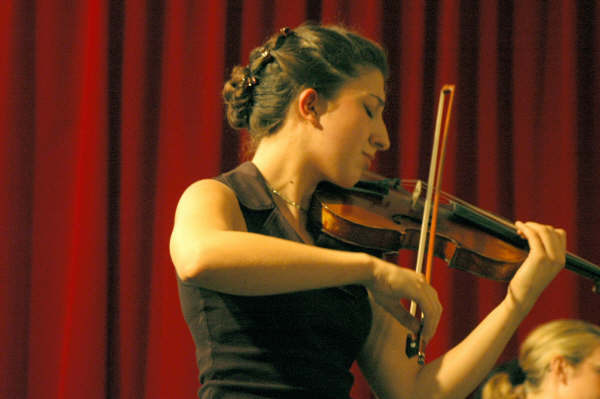
Maïté Louis

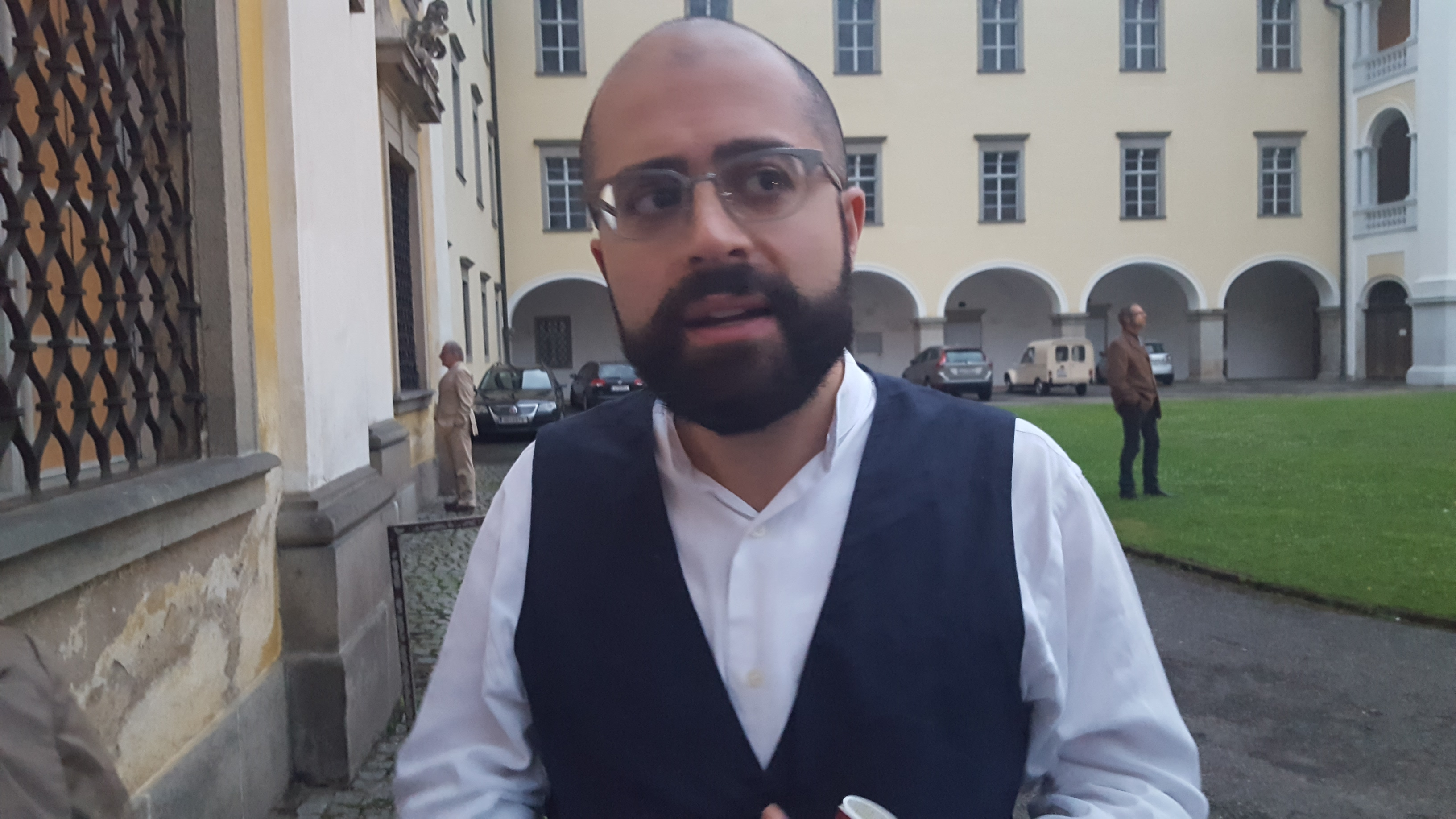
Mahan Esfahani

- 14 février : Víkingur Ólafsson, pianiste islandais.
- 29 février : Cristina Spinei, compositrice américaine
- 30 mars : Nadja Nevolovitsch, violoniste germano-russe.
- 1 avril : Dafina Zeqiri, compositrice kosovare.
- 9 avril : Fritz Wurlitzer, facteur de clarinettes allemand (° 21 décembre 1888).
- 17 avril : Emmanuel Ceysson, harpiste français.
- 7 juin : Samy Moussa, chef d'orchestre et compositeur.
- 21 juin : Boris Giltburg, pianiste israélien.
- 28 juin : Anita Rachvelishvili, cantatrice mezzo-soprano géorgienne.
- 9 juillet : Maïté Louis, violoniste française.
- 24 juillet : Julie Fuchs, soprano française.
- 25 juillet : Dong-Hyek Lim, pianiste sud-coréen.
- 4 août : Jean-Baptiste Monnot, organiste français.
- 5 août : Battista Acquaviva, chanteuse corse, mezzo-soprano et colorature.
- 21 août : Vestards Šimkus, pianiste et compositeur letton.
- 25 août : Diana Soh, compositrice singapourienne.
- 28 octobre : Soyoung Yoon, violoniste sud-coréenne.
- 17 novembre : Ilya Rachkovsky, pianiste russe.
- 29 novembre : Elam Rotem, compositeur, chanteur et claveciniste suisse.
- 2 décembre : David Guerrier, trompettiste et corniste français.

### Date indéterminée
- Mahan Esfahani, claveciniste, organiste, chef d'orchestre et musicologue irano-américain.
- Paul Goussot, organiste, claveciniste, improvisateur et pédagogue français.
- Alberto Mesirca, guitariste classique italien
- Céline Moinet, hautboïste française.
- Sébastien Parotte, chanteur d'opéra belge.
- Amandine Savary, pianiste française.
- Robert Treviño, chef d’orchestre américain.
- Augustin Viard, ondiste français.
- Paolo Zanzu, claveciniste, pianofortiste et professeur de musique sarde.

## Décès

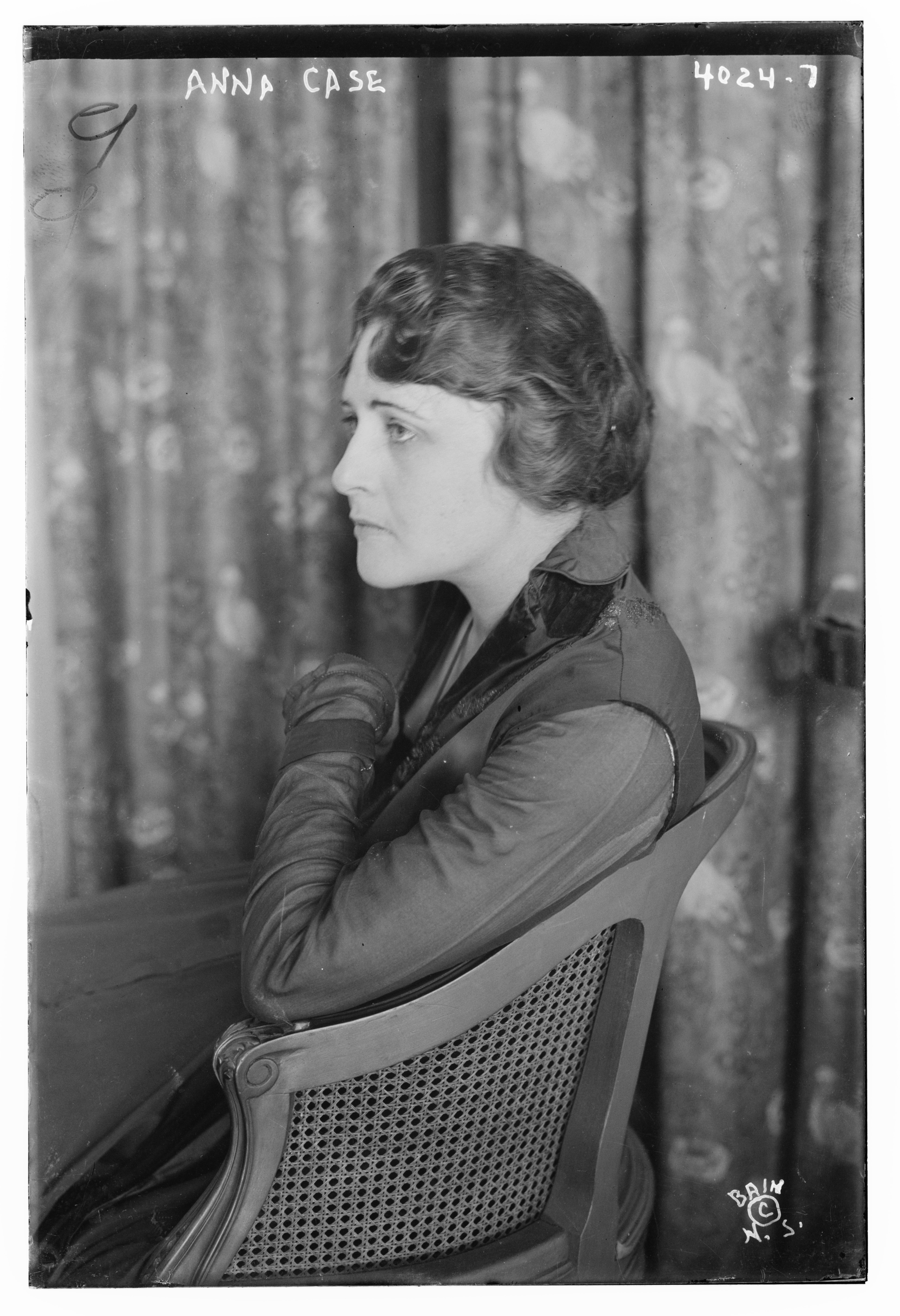
Anna Case

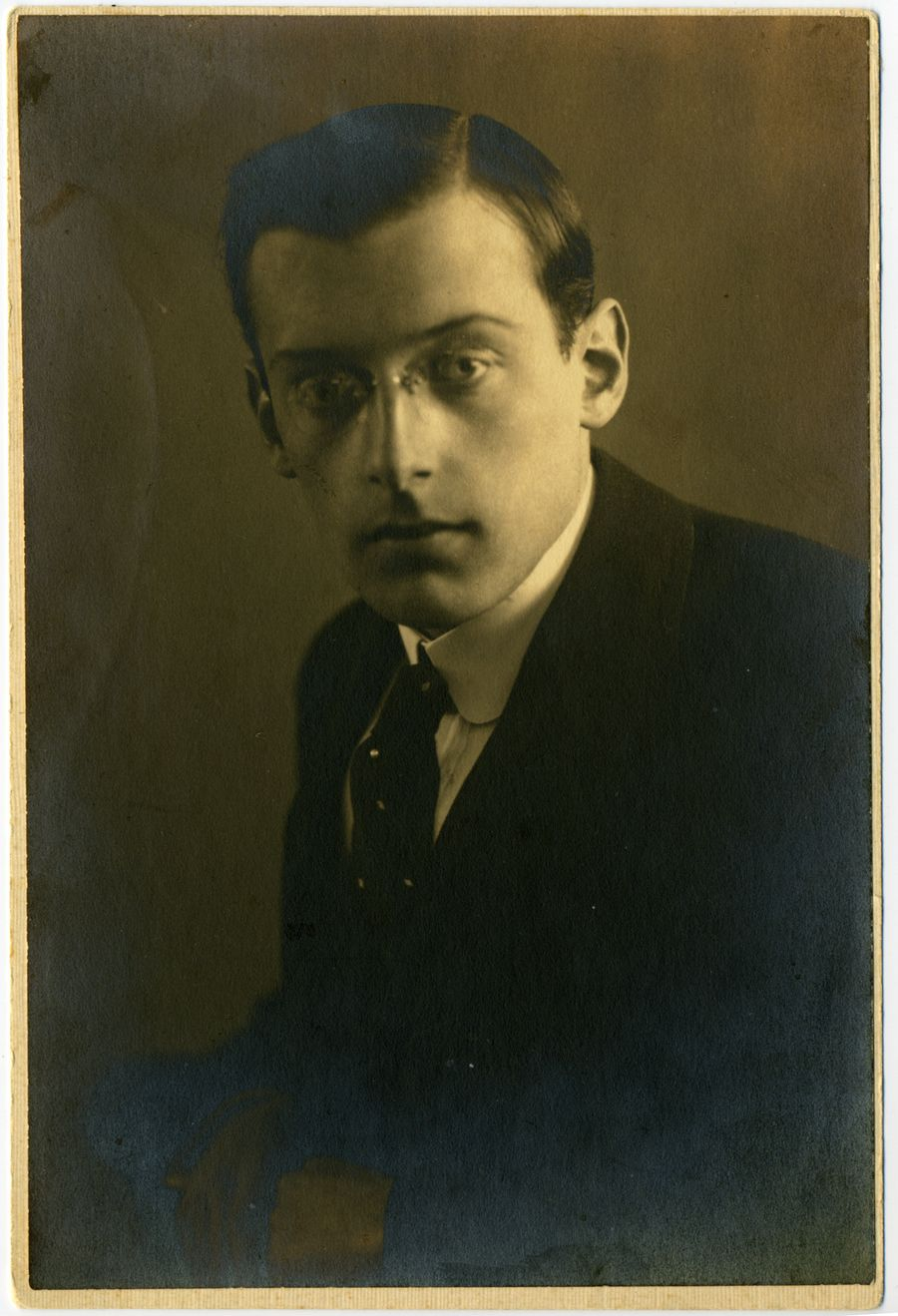
Paul Ben-Haim

- 7 janvier : Anna Case, soprano américaine (° 29 octobre 1988).
- 17 janvier : Ángel Arteaga, compositeur espagnol (° 28 janvier 1928).
- 20 janvier : Paul Ben-Haim, compositeur israélien (° 5 juillet 1897).
- 31 janvier : Edgard Doneux, chef d'orchestre belge (° 25 mars 1920).
- 20 février : Fikret Amirov, compositeur et pédagogue azerbaïdjanais (° 22 novembre 1922).
- 21 février : Fernando Remacha, compositeur espagnol (° 15 décembre 1898).
- 5 mars :
  - Charles Ravier, compositeur, directeur musical et chef d'ensemble vocal français (° 5 juin 1924).
  - Pierre Cochereau, organiste, improvisateur, pédagogue et compositeur français (° 9 juillet 1924).
  - Tito Gobbi, baryton, acteur, metteur en scène et dessinateur de costumes italien (° 24 octobre 1913).
- 9 mars : Imogen Holst, compositrice et chef d'orchestre britannique (° 12 avril 1907).
- 16 mars : Evencio Castellanos, pianiste, chef d'orchestre et compositeur vénézuélien (° 3 mai 1915).
- 13 avril : Ralph Kirkpatrick, claveciniste américain (° 10 juin 1911).
- 15 avril : Konstantin Ivanov, chef d'orchestre russe (° 21 mai 1907).
- 25 avril : Jean Borthayre, baryton français (° 25 mai 1901).
- 30 avril : Lola Rodríguez Aragón, soprano espagnole (° 29 septembre 1910).
- 3 mai : Joseph Calvet, violoniste français (° 8 octobre 1897).
- 27 mai : Michael Raucheisen, pianiste et accompagnateur allemand (° 9 février 1889).
- 12 juin : János Ferencsik, chef d'orchestre hongrois (° 18 octobre 1907).
- 15 juin : Meredith Willson, compositeur, chef d'orchestre, flûtiste, librettiste, parolier et écrivain américain (° 18 mai 1902).
- 19 juin : Wladimir Vogel, compositeur suisse d'origine allemande et russe (° 29 février 1896).
- 1er juillet : Adrien Rougier, organiste, facteur d'orgue, chef d'orchestre et compositeur français (° 23 juin 1892).
- 9 juillet : Randall Thompson, compositeur et pédagogue américain (° 21 avril 1899).
- 19 juillet : 
  - Gabriel Bouillon, violoniste français (° 5 mars 1898).
  - Madeleine Sibille, soprano française (° 25 février 1895).
- 29 juillet : Lorenz Fehenberger, ténor allemand (° 24 août 1912).
- 31 juillet : Paul Le Flem, compositeur français (° 18 mars 1881).
- 2 août : Niazi, compositeur et chef d’orchestre azerbaïdjanais (° 20 août 1912).
- 12 août : Margaret Sutherland, compositrice australienne (° 20 novembre 1897).
- 16 août : György Kósa, compositeur et pianiste hongrois (° 24 avril 1897).
- 29 août : Raymonde Delaunois, chanteuse d'opéra mezzo-soprano belge (° 12 octobre 1885).
- 9 septembre : Manuel Valls i Gorina, compositeur, professeur et critique musical catalan (° 21 juillet 1920).
- 23 septembre : Henri Carol, organiste, improvisateur, chef de chœur, compositeur, et professeur d'orgue français (° 18 janvier 1910).
- 7 octobre : Hermann Schroeder, compositeur allemand (° 26 mars 1904).
- 8 octobre : Françoise Aubut, organiste, concertiste, et pédagogue canadienne (° 5 septembre 1922).
- 15 octobre : Georges Thill, ténor français (° 14 décembre 1897).
- 24 octobre : Lina Bruna Rasa, soprano italienne (° 24 septembre 1907).
- 1er novembre : Marcel Moyse, flûtiste français et professeur (° 17 mai 1889).
- 4 novembre : Jane Evrard, musicienne française (° 5 février 1893).
- 11 novembre : Jan Novák, compositeur tchèque de musique classique et de musique de film (° 8 avril 1921).
- 16 novembre : Leonard Rose, violoncelliste américain (° 27 juillet 1918).
- 20 novembre : Alexander Moyzes, compositeur et pédagogue slovaque (° 4 septembre 1906).
- 21 novembre : Arvīds Jansons, chef d'orchestre letton (° 10 octobre 1914).
- 22 novembre : Marianne Zoff, chanteuse d'opéra et actrice autrichienne (° 30 juin 1893).
- 23 novembre : Gerhard Hüsch, baryton allemand (° 2 février 1901).
- 26 novembre : Fernando Corena, chanteur classique suisse (° 22 décembre 1916).
- 11 décembre : Hilding Hallnäs, compositeur suédois (° 24 mai 1903).
- 15 décembre : Jan Peerce, ténor et Hazzan américain (° 3 juin 1904).
- 19 décembre : René Klopfenstein, chef d'orchestre vaudois (° 15 août 1927).

### Date indéterminée
- Jacques Chambon, hautboïste, concertiste, chambriste et professeur français (° 1932).
- Mireille Flour, harpiste française, naturalisée belge (° 29 avril 1910).
- Maurice Raskin, violoniste belge (° 1906).
- Maria Vitale, soprano italienne (° 1924).